# Stade Edward-Szymkowiak
Le stade Edward Szymkowiak (Stadion im. Edwarda Szymkowiaka en polonais) est un stade de football situé à Bytom, en Pologne. Construit en 1929, il est utilisé par le Polonia Bytom, le club principal de la ville.
Il doit son nom à Edward Szymkowiak, ancien grand gardien du club et de la sélection polonaise.